# Corrado Gonzaga di Palazzolo
Corrado Gonzaga (7 gennaio 1674 – 5 giugno 1751) è stato un nobile italiano, settimo ed ultimo marchese di Palazzolo.

## Biografia

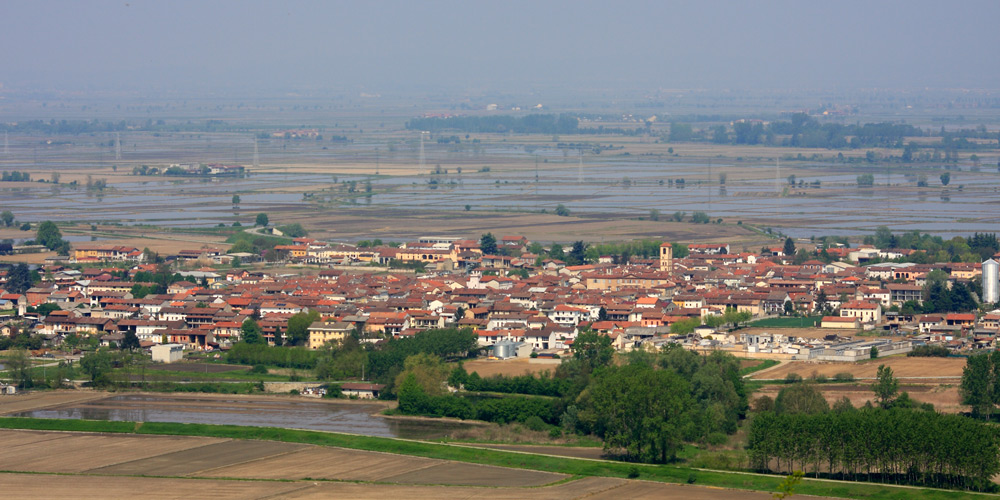
Veduta di Palazzolo Vercellese, feudo dei Nobili Gonzaga.

Era figlio di Claudio II Gonzaga e di Lucrezia Canossa. Divenne Cameriere Maggiore del Duca Vincenzo I di Guastalla, scelse la vita religiosa e gli ultimi anni di vita fu malato di mente. Nel 1750 successe al cugino Francesco Antonio Gonzaga alla guida del marchesato di Palazzolo.
Alla sua morte nel 1751 si estinse anche il ramo dei Nobili Gonzaga.